# CUS Firenze
Il CUS Firenze è il Centro Universitario Sportivo fiorentino, organo periferico del CUSI italiano. I colori sociali del club sono il rosso e il bianco.

## Storia
Il primo approccio allo sport per l'Università di Firenze risale agli inizi del 1936; nel febbraio di quell'anno infatti l'Autorità Militare concesse agli Studenti Universitari, un appezzamento di terreno, in Campo di Marte, dove allestire un impianto sportivo. L'impianto venne messo in piedi grazie all'aiuto di: Goffredo Giannardi, Gabriele Gardenghi, Renzo Boddi, Renzo Wiechman, Luciano Rebora, nacque così il GUF - Gruppo universitario fascista di Firenze.
Dopo l'interruzione per via della guerra, nell'ottobre del 1945, lo studente di chimica Amato Betti, giocatore di calcio nella squadra giovanile della Fiorentina, ed anche giocatore di rugby, fondò la sezione sportiva dell'Associazione Goliardica, primo organismo rappresentativo della base universitaria, riconosciuto dall'Autorità Accademica. Fin da allora collaborarono con lui Silvano Raveggi, Piccioli, Piero Focardi, Francesco Pisitti e per la parte propagandistica e public relation Gavino Soro; quest'ultimo fino alla sua morte nell'estate del 1986 rappresentò lo spirito degli studenti sportivi.
Il 22 marzo 1946 a Padova ebbe luogo il Primo Congresso Nazionale degli Universitari Sportivi, cui parteciparono come delegati dell'Associazione Goliardica Fiorentina, Amato Betti e Carlo Capri.
Lì fu decisa la creazione di un organismo rappresentativo dello sport universitario italiano (C.U.S.I.) costituito a Roma il 7 dicembre 1952; da ricordare tra i fondatori, due studenti fiorentini: Rodolfo Lena e Silvano Raveggi.. I delegati si impegnarono a fondare, al ritorno in sede, la sezione locale di tale organismo ed ottenere il riconoscimento degli Organismi Rappresentativi Studenteschi e delle Autorità Accademiche. L'obbiettivo a Firenze fu facilmente raggiunto per la solidarietà ed il sostegno del Rettore di allora, il compianto Prof. Borghi sempre vicino al C.U.S. nel viverne i problemi. I diritti acquisiti dagli Universitari Sportivi Fiorentini, già riconosciuti dall'Autorità Militare trovarono valido sostenitore anche nel Sindaco del tempo, Gaetano Pieraccini che si poneva nella stessa corrente di pensiero in favore del C.U.S. già espressa dai Rettori che si erano succeduti nel tempo, dal Prof. Calamandrei, al Prof. Franco Scaramuzzi, al Prof. Paolo Blasi, fino all'attuale Prof. Augusto Marinelli.
Per numero di iscritti, attività svolta e per gli impianti di cui è in possesso, il C.U.S. Firenze attualmente è tra i più importanti dopo Roma, Milano, Torino e Napoli.

## Sezioni
Al suo interno trovano attualmente posto otto discipline gestita ognuna dalla rispettiva sezione:
- Sezione Orientamento
- Sezione Scherma
- Sezione Hockey su prato
- Sezione Atletica leggera
- Sezione Lotta greco-romana
- Sezione Judo
- Sezione Calcio
- Sezione Sci nordico
- Sezione Pallacanestro

Il titolo sportivo della nona sezione, che gestiva il rugby a 15, è stato ceduto nel 2007 alla neo-costituita società sportiva Firenze 1931.

### Rugby a 15
In serie A durante gli anni cinquanta con apparizioni negli anni settanta e ottanta.
- 1956-1957
- 1957-1958
- 1959-1960
- 1964-1965
- 1973-1974
- 1983-1984

## Impianti
- Il CUS dispone del Centro Universitario Sportivo di Val di Rose - Polo scientifico di Sesto Fiorentino
- Il Palazzetto dello Sport Universitario e Impianto di atletica di Firenze